# Слуцкий район
Слу́цкий райо́н (бел. Слуцкі раён) — административная единица на юге Минской области Республики Беларусь. Административный центр — город Слуцк.
Численность населения — 84 548 человек (на 1 января 2025 года).

## Административное устройство
В районе 14 сельсоветов:
- Беличский
- Бокшицкий
- Весейский
- Гацуковский
- Гресский
- Знаменский
- Исернский
- Кировский
- Козловичский
- Первомайский
- Покрашевский
- Рачковичский
- Серяжский
- Сорогский

Упразднённые сельсоветы:
- Ленинский[6]
- Маякский[6]
- Октябрьский[6]
- Омговичский[7]
- Повстынский[6]

## География
Площадь 1796 км² (по другим данным, 1821 км²; 6-е место среди районов). Район граничит с Солигорским, Копыльским, Узденским, Пуховичским, Стародорожским и Любанским районами Минской области.
Основные реки — Случь, Морочь, Локнея, Весейка, Сивельга, Березовка. Наивысшая точка находится в окрестностях деревни Жилин Брод (213 м). В среднем в районе выпадает 625 мм осадков, вегетационный период — 193 дня. Средняя температура июля — +17,8 °С, января — -6,3 °С.
22,1% (по другим данным, около 24%) территории района покрыто лесом. Около 1% территории занято болотами
Известны месторождения торфа, мела, строительных песков, песчано-гравийного материала, глин, суглинков; на юге района расположена часть Старобинского месторождения калийных солей.

## История
Район образован 17 июля 1924 года.
С 1924 по 1927 в составе Слуцкого округа.
С 1927 по 1930 в составе Бобруйского округа.
С 1930 по 1935 в прямом подчинении БССР. В 1931—1935 годах в составе Слуцкого района временно находилась большая часть упразднённого Гресского района (12 февраля 1935 года образован повторно, 5 апреля 1935 года Старевский сельсовет передан из Гресского района в Слуцкий).
С 1935 по 1938 в составе Слуцкого округа (пограничного).
С 20 февраля 1938 года в составе Минской области.
С 1944 по 1954 года в составе Бобруйской области.
8 января 1954 года передана из состава упразднённой Бобруйской области в состав Минской области.
17 декабря 1956 года в состав района из упразднённого Гресского района переданы Гресский,
Мусичский, Первомайский, Покрашевский и Трухановичский сельсоветы. 8 августа 1959 года в состав района передан Малышевичский сельсовет Краснослободского района
. 25 декабря 1962 года в результате упразднения Стародорожского и Узденского районов в состав Слуцкого района переданы 10 сельсоветов Стародорожского и 1 сельсовет Узденского района. В тот же день городской посёлок Уречье и Дарасинский сельсовет переданы Любанскому району. 6 января 1965 года Дарагановский и Дричинский сельсоветы переданы Осиповичскому району Могилёвской области. 30 июля 1966 года повторно создан Стародорожский район, в его состав передано 8 сельсоветов и город Старые Дороги.
28 марта 2005 года Слуцкий район и город Слуцк объединены в одну административно-территориальную единицу — Слуцкий район с административным центром город Слуцк.

## Геральдика
Герб утверждён решением Слуцкого городского Совета депутатов от 18 июня 1996 года, положение о нём – Слуцким городским исполнительным комитетом от 11 января 2001 года № 1. Зарегистрирован в Гербовом матрикуле Республики Беларусь 24 января 2001 года № 47.
Флаг учреждён Указом Президента Республики Беларусь от 18 ноября 2008 года № 625 и зарегистрирован в Государственном геральдическом регистре Республики Беларусь 1 декабря 2010 года № Б-176. Флаг и положение о нём одобрены решением Слуцкого районного исполнительного комитета от 10 апреля 2008 года № 934.

## Демография
Численность населения — 84 548 человек (на 1 января 2025 года), в том числе городское — 59 450 человек (Слуцк — 59 450 человек), сельское — 25 098 человек.
Численность населения — 85 537 человек (на 1 января 2024 года), из них городское — 60 056 человек (Слуцк), сельское — 25 481 человек.
На 1 января 2023 года население района составляет 86 234 человек, в том числе в городских условиях проживают около 60 376 человек.
| Численность населения (по годам) |          |          |          |          |         |         |         |         |         |  |
| 1996                             | 2001     | 2002     | 2003     | 2004     | 2005    | 2006    | 2007    | 2008    | 2009    |  |
| 106 000                          | ▼103 594 | ▼102 598 | ▼101 596 | ▼100 403 | ▼99 293 | ▼97 847 | ▼96 937 | ▼96 335 | ▼96 003 |  |
| 2010                             | 2011     | 2012     | 2013     | 2014     | 2015    | 2016    | 2017    | 2018    | 2019    |  |
| ▼94 866                          | ▼94 057  | ▼93 196  | ▼92 930  | ▼92 591  | ▼92 379 | ▼92 100 | ▼92 684 | ▼91 059 | ▼89 791 |  |
| 2020                             | 2021     | 2022     | 2023     | 2024     | 2025    |         |         |         |         |  |
| ▼89 189                          | ▼88 198  |          | ▼86 234  | ▼ 85 537 | ▼84 548 |         |         |         |         |  |

| Национальный состав по переписи 2009 года | Национальный состав по переписи 2009 года | Национальный состав по переписи 2009 года | Национальный состав по переписи 2009 года | Национальный состав по переписи 2009 года | Национальный состав по переписи 2009 года | Национальный состав по переписи 2009 года | Национальный состав по переписи 2009 года | Национальный состав по переписи 2009 года | Национальный состав по переписи 2009 года | Национальный состав по переписи 2009 года |
|                                           | белорусы                                  | белорусы                                  | русские                                   | русские                                   | украинцы                                  | украинцы                                  | цыгане                                    | цыгане                                    | поляки                                    | поляки                                    |
| ----------------------------------------- | ----------------------------------------- | ----------------------------------------- | ----------------------------------------- | ----------------------------------------- | ----------------------------------------- | ----------------------------------------- | ----------------------------------------- | ----------------------------------------- | ----------------------------------------- | ----------------------------------------- |
| Всего                                     | 85 464                                    | 89,86%                                    | 6091                                      | 6,4%                                      | 1347                                      | 1,42%                                     | 259                                       | 0,27%                                     | 251                                       | 0,26%                                     |
| г. Слуцк                                  | 53 688                                    | 87,38%                                    | 4880                                      | 7,94%                                     | 1028                                      | 1,67%                                     | 150                                       | 0,24%                                     | 197                                       | 0,32%                                     |
| сельское                                  | 31 776                                    | 94,4%                                     | 1211                                      | 3,6%                                      | 319                                       | 0,95%                                     | 109                                       | 0,32%                                     | 54                                        | 0,16%                                     |
|                                           | евреи                                     | евреи                                     | армяне                                    | армяне                                    | азербайджанцы                             | азербайджанцы                             | татары                                    | татары                                    | молдаване                                 | молдаване                                 |
| Всего                                     | 68                                        | 0,07%                                     | 52                                        | 0,05%                                     | 49                                        | 0,05%                                     | 45                                        | 0,05%                                     | 38                                        | 0,04%                                     |
| г. Слуцк                                  | 64                                        | 0,1%                                      | 30                                        | 0,05%                                     | 45                                        | 0,07%                                     | 37                                        | 0,06%                                     | 14                                        | 0,02%                                     |
| сельское                                  | 4                                         | 0,01%                                     | 22                                        | 0,07%                                     | 4                                         | 0,01%                                     | 8                                         | 0,02%                                     | 24                                        | 0,07%                                     |
|                                           | немцы                                     | немцы                                     | узбеки                                    | узбеки                                    | чуваши                                    | чуваши                                    | литовцы                                   | литовцы                                   | латыши                                    | латыши                                    |
| Всего                                     | 23                                        | 0,02%                                     | 23                                        | 0,02%                                     | 21                                        | 0,02%                                     | 17                                        | 0,02%                                     | 13                                        | 0,01%                                     |
| г. Слуцк                                  | 16                                        | 0,03%                                     | 15                                        | 0,02%                                     | 14                                        | 0,02%                                     | 16                                        | 0,03%                                     | 6                                         | 0,01%                                     |
| сельское                                  | 7                                         | 0,02%                                     | 8                                         | 0,02%                                     | 7                                         | 0,02%                                     | 1                                         | <0,01%                                    | 7                                         | 0,02%                                     |

В 2018 году 17,1% населения района было в возрасте моложе трудоспособного, 55,4% — в трудоспособном, 27,5% — старше трудоспособного. Ежегодно в районе рождается 900—1150 детей и умирает 1250—1500 человек. Коэффициент рождаемости — 9,8 на 1000 человек в 2017 году, коэффициент смертности — 13,9. Наблюдается естественная убыль населения (в 2017 году — -372 человека, или -4,1 на 1000 человек). Сальдо внутренней миграции в 2017 году отрицательное (-253 человека), в 2013—2014 годах было положительным. В 2017 году в районе было заключено 634 брака (6,9 на 1000 человек) и 295 разводов (3,2).
|                                               | 2010 | 2011 | 2012 | 2013 | 2014 | 2015 | 2016 | 2017 |
| --------------------------------------------- | ---- | ---- | ---- | ---- | ---- | ---- | ---- | ---- |
| Рождаемость (на 1000 человек)                 | 9,7  | 10,4 | 12   | 11,5 | 12,2 | 12,3 | 11,9 | 9,8  |
| Смертность (на 1000 человек)                  | 16   | 16,1 | 15,2 | 15,7 | 14,8 | 14,8 | 14,2 | 13,9 |
| Естественный прирост (на 1000 человек)        | -6,3 | -5,7 | -3,2 | -4,2 | -2,6 | -2,5 | -2,3 | -4,1 |
| Естественный прирост (в абсолютном выражении) | -604 | ...  | ...  | -386 | -243 | -231 | -217 | -372 |
| Миграционный прирост (в абсолютном выражении) | -205 | ...  | ...  | +47  | +31  | -48  | -199 | -253 |

## Экономика

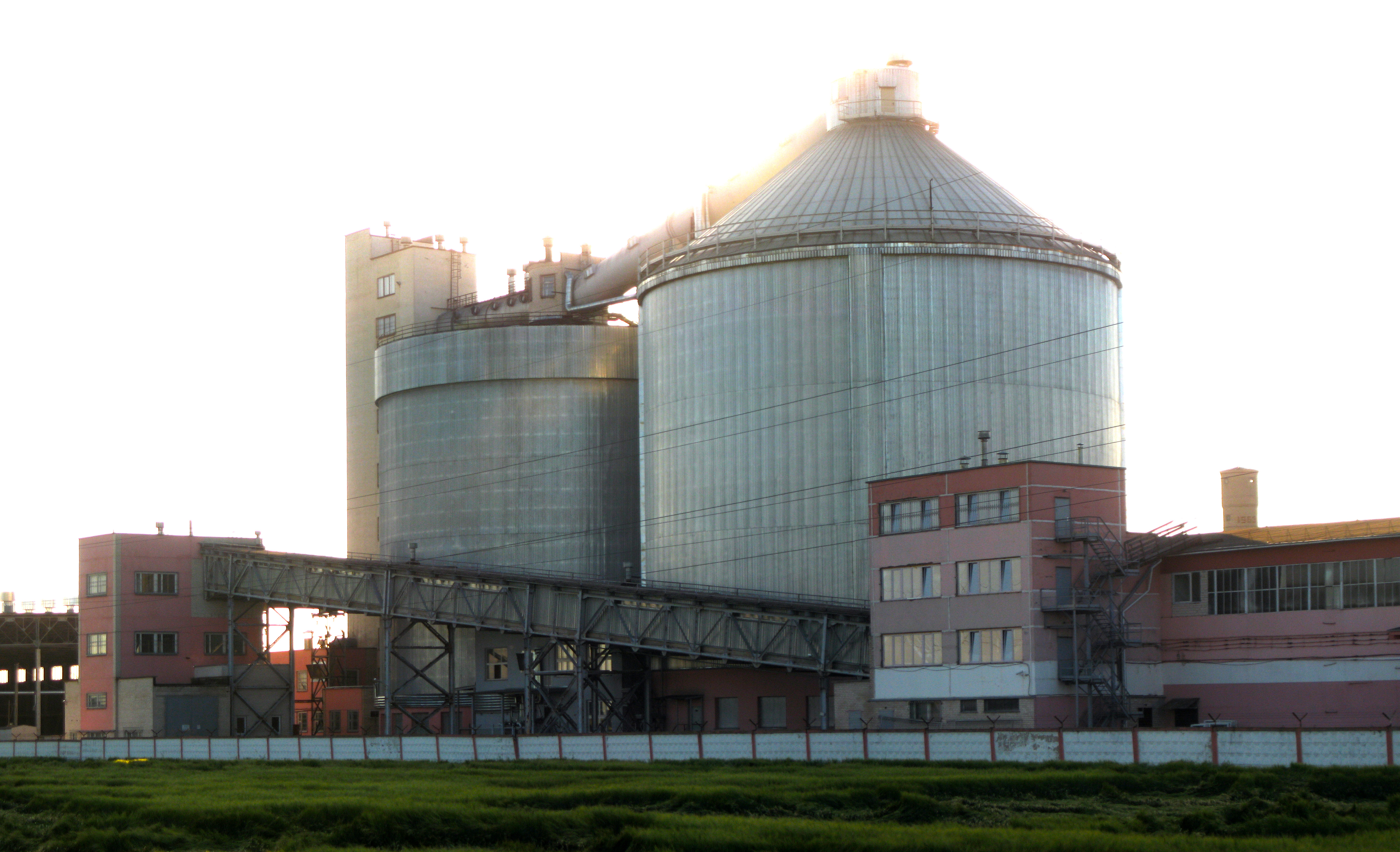
Слуцкий сахарорафинадный комбинат

Выручка от реализации продукции, товаров, работ, услуг за 2017 год составила 1787,4 млн рублей (около 894 млн долларов), в том числе 221,5 млн рублей пришлось на сельское, лесное и рыбное хозяйство (12,39%), 1197 млн на промышленность (66,97%), 87,3 млн на строительство (4,88%), 221,8 млн на торговлю и ремонт (12,41%), 59,9 млн на прочие виды экономической деятельности (3,35%). По объёму выручки район занимает шестое место в Минской области, уступая Минскому, Солигорскому, Борисовскому, Дзержинскому районам и городу областного подчинения Жодино; по объёму выручки в промышленности и сельском хозяйстве — пятое место.
Средняя зарплата работников в районе составила 84,5% от среднего уровня по Минской области .

### Промышленность
Ведущая отрасль промышленности — пищевая. Предприятия пищевой промышленности производят 90% выпускаемой продукции района в денежном выражении.
Крупнейшими предприятиями района являются:
- ОАО «Слуцкий мясокомбинат»
- ОАО «Слуцкий сахарорафинадный комбинат»
- ОАО «Слуцкий сыродельный комбинат»
- ОАО «Слуцкий хлебозавод»

Другие крупные предприятия:
- ОАО «Слуцкий льнозавод»
- ОАО «Слуцкий уксусный завод» (деревня Покрашево)
- СООО «Интерферм» (дрожжи)
- ВВЗ «Колос» — филиал ОАО «ДОРОРС» (деревня Новые Рачковичи; вино-водочные изделия)
- ОАО «Слуцкий завод подъемно-транспортного оборудования» (мостовые подъёмные краны, козловые краны, перегрузочные устройства)
- УП «СпецМашиностроение» (автомобильные кузовы)
- РУП «Слуцкие пояса» (художественные изделия)
- ООО «Гранд-Партнер» (верхняя одежда и бельё)
- УП «Слуцкая укрупнённая типография»
- ОАО «Слуцкая мебельная фабрика»
- ПУП «Ямполь – Слуцк» ОО «БелТИЗ»

### Сельское хозяйство
В Слуцком районе расположен ряд крупных производителей сельскохозяйственной продукции, а по валовому сбору зерновых, льноволокна и сахарной свёклы район постоянно находится в числе лидеров в Республике Беларусь. Фермеры и личные хозяйства населения обеспечивают большую часть производства картофеля и овощей. В районе расположены и крупные потребители сельскохозяйственного сырья — сахарорафинадный и сыродельный заводы, хлебозавод, льнозавод, мясокомбинат в Слуцке, уксусный завод в деревне Покрашево и другие предприятия пищевой промышленности.
В 2017 году сельскохозяйственные организации района собрали 171 тыс. т зерновых и зернобобовых культур при урожайности 40,7 ц/га (средняя по области — 35 ц/га), 1508 т льноволокна при урожайности 9,9 ц/га (средняя по области — 7,8 ц/га), 308,5 тыс. т при урожайности 553 ц/га (средняя по области — 522 ц/га). По валовому сбору зерновых район занимает первое место в Минской области и второе в стране (после Гродненского района), по сбору льноволокна — первое в области, по сбору сахарной свёклы — второе в области (после Несвижского района). Под зерновые культуры в 2017 году было засеяно 42 тыс. га пахотных площадей (23% всей площади района), под кормовые культуры — 37,5 тыс. га (20,5% всей площади района), под сахарную свёклу — 5,6 тыс. га, под лён — 1,5 тыс. га.
В 2017 году сельскохозяйственные организации района реализовали 16,5 тыс. т мяса скота и птицы и произвели 172 тыс. т молока (средний удой — 6130 кг). По производству молока район уступает только Пружанскому району Брестской области. На 1 января 2018 года в сельскохозяйственных организациях района содержалось 83,1 тыс. голов крупного рогатого скота, в том числе 28,5 тыс. коров, 29 тыс. свиней. Птицефабрики Слуцкого района произвели 10,3 млн яиц (2017 год).
| Валовой сбор зерновых и зернобобовых, т:                                                        | Валовой сбор сахарной свёклы, т:                                                                | Производство молока, т                                                                          |
| Графики недоступны из-за технических проблем. См. информацию на Фабрикаторе и на mediawiki.org. | Графики недоступны из-за технических проблем. См. информацию на Фабрикаторе и на mediawiki.org. | Графики недоступны из-за технических проблем. См. информацию на Фабрикаторе и на mediawiki.org. |

## Транспорт
Через район проходят железнодорожные линии Барановичи — Слуцк — Осиповичи и Слуцк — Солигорск, автомобильные дороги Москва — Бобруйск — Слуцк — Ивацевичи, Минск — Слуцк — Микашевичи, Осиповичи — Несвиж — Барановичи.

## Здравоохранение

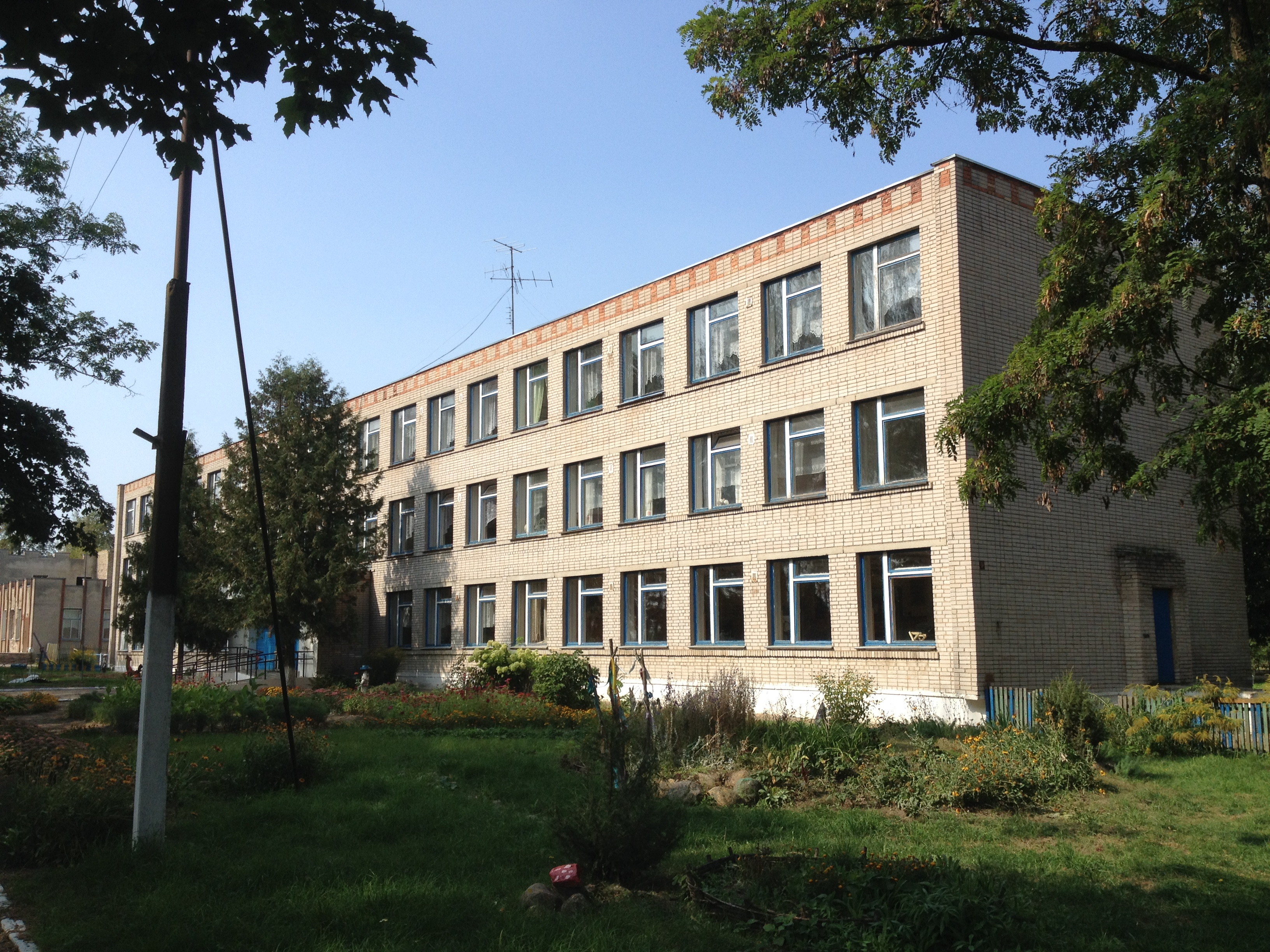
Средняя школа в деревне Повстынь

В 2016 году в организациях Министерства здравоохранения Республики Беларусь, расположенных на территории района, работало 237 практикующих врачей (25,8 на 10 тысяч человек) и 1302 средних медицинских работника (142 на 10 тысяч человек). В больницах насчитывалось 792 койки (86,4 на 10 тысяч человек).

## Образование

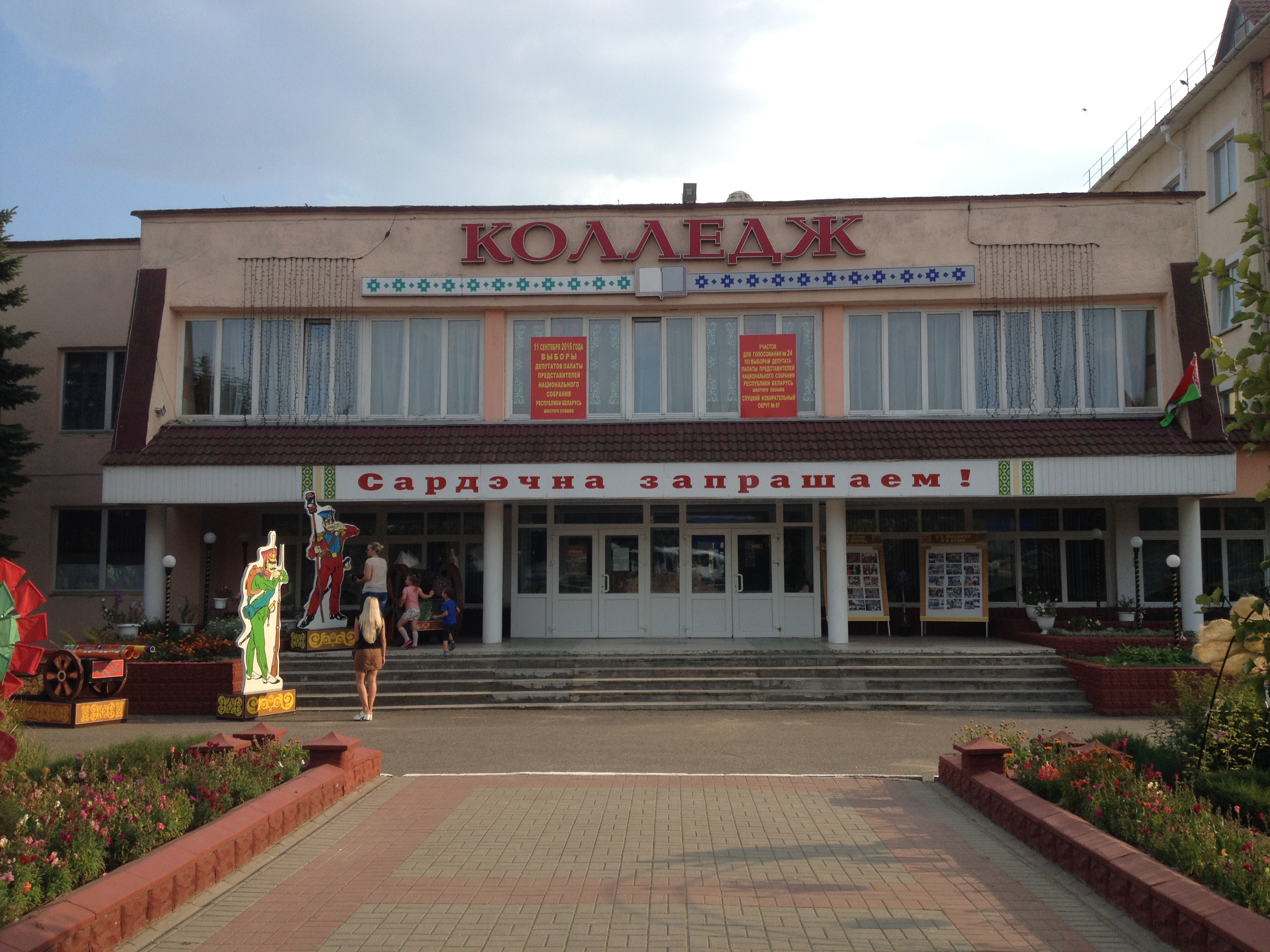
Слуцкий государственный колледж

В 2017/2018 учебном году в районе действовало 45 учреждений дошкольного образования, которые обслуживали 4070 детей, и 40 учреждений общего среднего образования, в которых обучалось 9503 ребёнка. Учебный процесс обеспечивал 1281 учитель. В районе расположены две гимназии (обе — в Слуцке).
В Слуцке действует два учреждения среднего специального образования (Слуцкий государственный колледж и Слуцкий государственный медицинский колледж) и одно учреждение профессионально-технического образования (Слуцкий государственный сельскохозяйственный профессиональный лицей).

## Культура

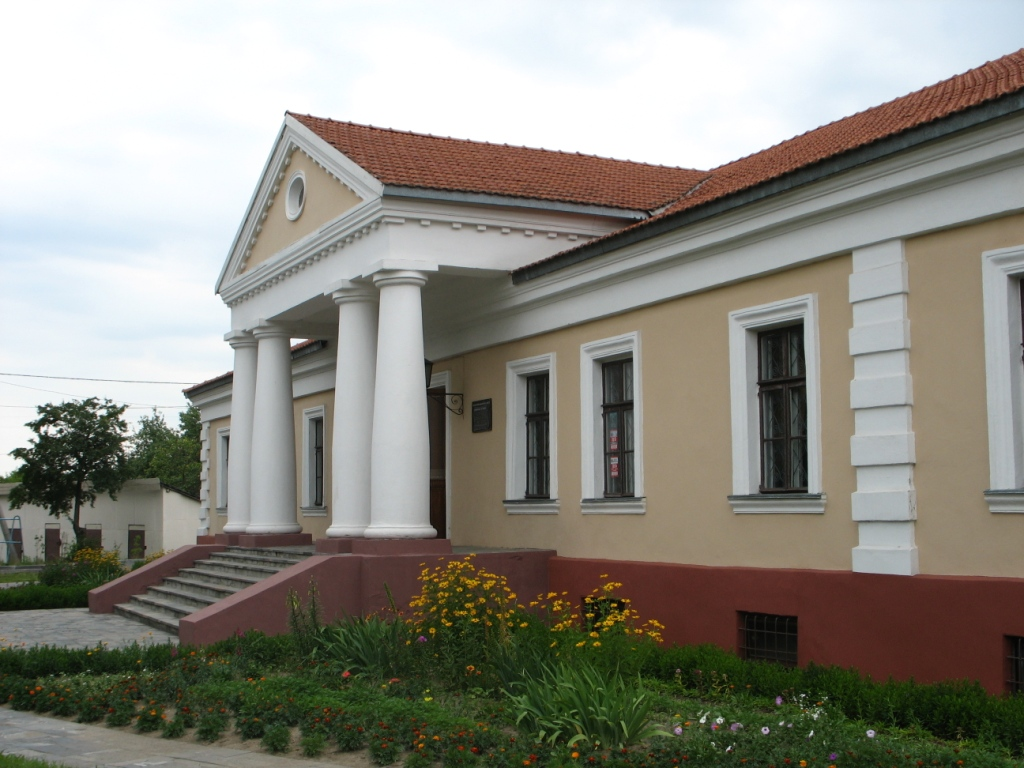
Слуцкий краеведческий музей

- Государственное учреждение «Слуцкий краеведческий музей»[48]
  - Филиал «Галерея искусств» государственного учреждения «Слуцкий краеведческий музей»[49]
  - Филиал «Музей этнографии» государственного учреждения «Слуцкий краеведческий музей»[50]
- Музей истории слуцких поясов[51]

В Слуцком краеведческом музее собрано более 32,2 тыс. музейных предметов основного фонда. В 2016 году его посетили 13,6 тыс. человек.
В 2017 году публичные библиотеки района посетили 28,8 тыс. человек, которым было выдано 516 тыс. экземпляров книг и журналов. В 2017 году в районе действовало 35 клубов.

## Достопримечательность
- Михайловская церковь (XVIII в.)
- Памятник Софии Слуцкой

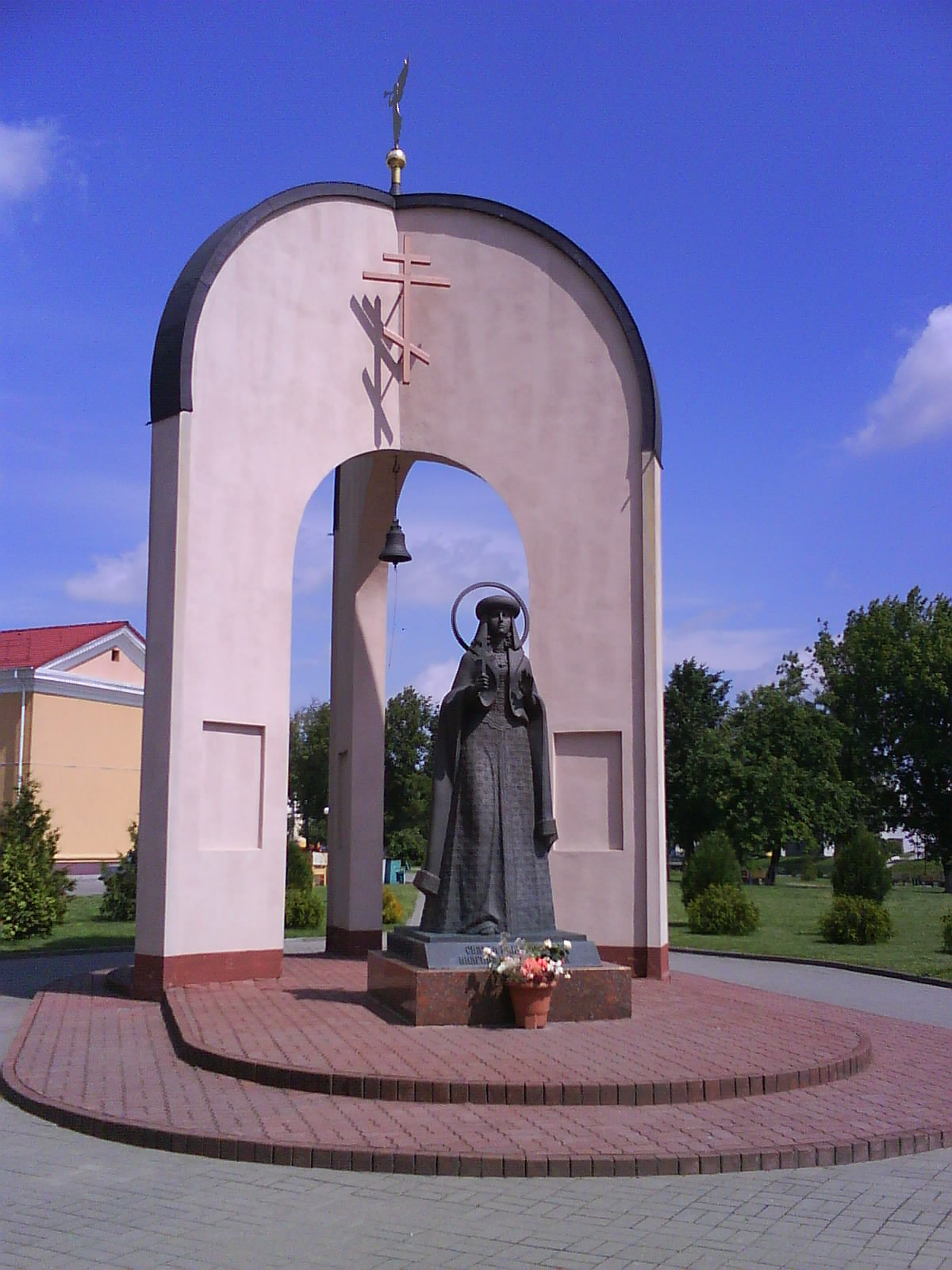
Памятник Софии Слуцкой

- Здание дворянского собрания (в настоящее время — краеведческий музей)
- Слуцкая гимназия, старейшее учебное заведение Беларуси, основанное в 1617 году князем Янушем Радзивиллом. Здание является памятником архитектуры классицизма, в настоящее время в нём находится один из корпусов гимназии.
- Здание Слуцкого духовного училища — памятник архитектуры XIX в, представляющий эпоху позднего классицизма.
- Корпус монастыря бернардинцев, памятник архитектуры XVIII века.

### Памятник природы, заказник
- Геологический памятник природы местного значения «Мир-гора».

## Религия
Православные храмы, часовни и приходы
Всего в Слуцком районе действуют 20 приходов и один женский монастырь.
- Собор во имя Св. Арх. Михаила (XVIII в.); часовня во имя Св. вмч. Варвары.
- Приход кафедрального собора святителя Николая Чудотворца и храм преподобного Паисия Святогорца.
- Храм бессребреников Космы и Дамиана женского монастыря в честь праведной Софии, княгини Слуцкой.
- Храм благоверного князя Александра Невского
- Храм иконы Божией Матери «Целительница».
- Храм святого великомученика Георгия Победоносца (Ветка).
- Храм святителя Николая Чудотворца (Лядно).
- Храм святого мученика Вонифатия (Павловка).
- Храм Покрова Пресвятой Богородицы (Серяги).
- Храм святого Архангела Михаила (Сороги).
- Храм апостола Иоанна Богослова (Кирово).
- Храм Рождества Пресвятой Богородицы (Греск).
- Храмы Покрова Пресвятой Богородицы (Весея и Болотчицы).
- Храм преподобного Симеона Столпника (Борок).
- Храм святителя Николая Чудотворца (Лучники).
- Приход храма Преображения Господня  (Гольчичи).
- Приход храма святой праведной Софии, княгини Слуцкой (Вежи)
- Приход храма святых праведной княгини Софии и мученика младенца Гавриила Слуцких (Гацук).
- Приход храма святого пророка Илии (Козловичи).

Католические приходы
- Приход святого Антония (Слуцк)[55];
- Приход Рождества Иоанна Крестителя (Вынищи)[56];
- Приход святой Барбары (Замостье)[57];
- Приход святой Анны (Леньки)[58].

## СМИ
С 25 марта 1919 года выходит газета «Слуцкі край».

## Населённые пункты
В районе 209 населённых пунктов.
Среди них Васильково, Греск, Гацук, Калита, Омговичи, Старый Гутков, Вежи.

## Населённые пункты, уничтоженные во время Великой Отечественной войны
- Адамово (190 жителей, 40 дворов)
- Красная Сторонка (10 жителей)
- Поликаровка (96 жителей, 38 дворов)
- Рудновка (28 жителей, 12 дворов)
- Гондарево
- Левища

## Почётные граждане
Ниже представлен список обладателей звания «Почётный гражданин Слуцкого района»:
- Бойко Фёдор Яковлевич (род. 1942) — заслуженный строитель БССР.
- Василевич Николай Ильич (род. 1939) — заслуженный работник сельского хозяйства СССР.
- Касымакунова Галина Александровна (род. 1945) — животновод.
- Руммо Олег Васильевич (род. 1941) — врач.
- Русак Валентина Павловна (род. 1936) — заслуженный строитель Белорусской ССР.
- Садин Владимир Степанович (1924—2010) — художник.
- Орловский Виктор Фёдорович (род. 1933) — государственный деятель.
- Федотова Ирина Александровна (род. 1968) — заслуженный мастер спорта Республики Беларусь.
- Шкляревский Сергей Иванович (род. 1928) — Герой Социалистического труда.